# Catena Media
Catena Media är ett ”performance marketing”-bolag som är baserat i Sliema, Malta. Performance marketing är en resultatbaserad marknadsföring, där betalning för marknadsföringen görs efter att överenskomna mätbara mål uppnåtts, som antal klick på digitala plattformar eller säljvolymer. Bolaget grundades 2012 och sysselsätter 190 personer i Malta, Storbritannien och Serbien. Bolagets webbplatser når mer än 500 000 besökare månatligen genom placeringar på sökmotorer.

## Historia
År 2008 startade barndomsvännerna Erik Bergman och Emil Thidell en webbaserad konsultbyrå. De första två åren drevs verksamheten från en källare hos Thidells föräldrar i Jönköping. Därefter bestämde de sig för att flytta till Malta under oktober 2010. År 2012 grundade de Catena Media med fokus på lead generation för online-hasardspel.

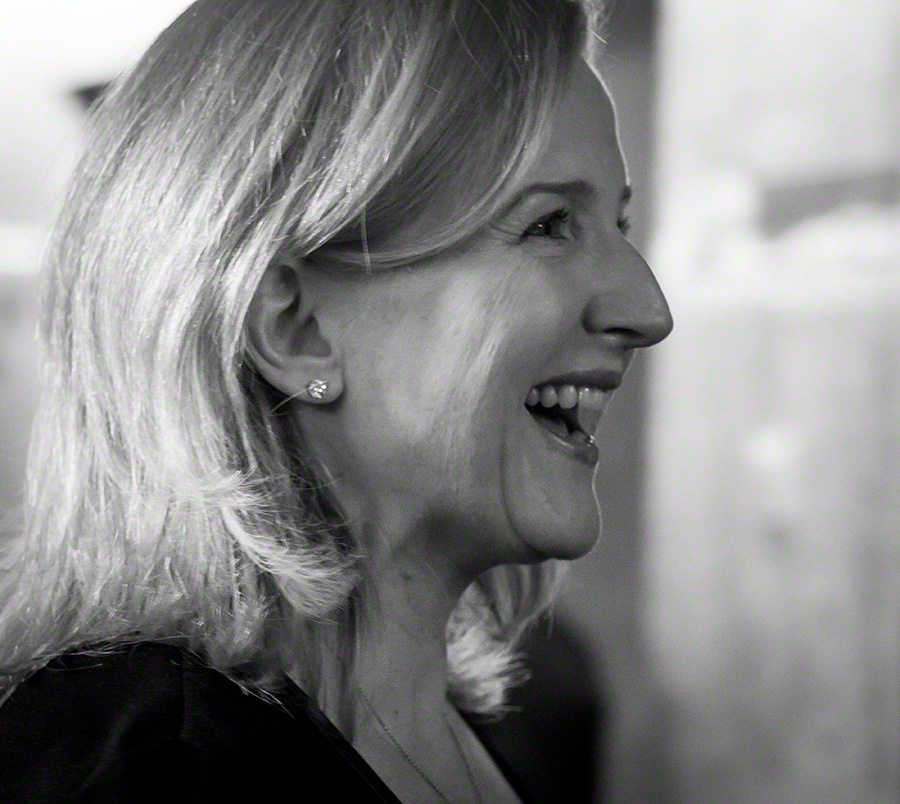
Kathryn Moore Baker, Catenas ordförande

Fokus låg tidigare i endast Sverige men under 2013 började Catena Media snabbt expandera och ta sig in på den norska och finska marknaden. Oktober 2014 gjorde bolaget sitt första förvärv med Finix Invest och under 2015 förvärvades ytterligare åtta bolag i Storbritannien, Nederländerna och Belgien. Bolaget hade 50 anställda i slutet av 2015.
Bolaget var noterat på Nasdaq Stockholm First North Premier i februari 2016 med ticker symbol CTM.
April 2016 förvärvade Catena webbsidan AskGamblers.com för 15 miljoner € (17,1 miljoner US$).
Under slutet av 2016 förvärvades två brittiska webbsidor - SBAT.com, en webbsida för sportstatisk och betting-tips, för 13 miljoner € och CasinoUK.com, för 13,38 miljoner US$.

## AskGamblers.com
AskGamblers är en av Catenas största webbsidor och en av nyckelfunktionerna är klagomåls-tjänsten. Användaren kan lämna sin tvist och sedan tas ärendet vidare med en relevant operatör. Mer än 1600 fall har blivit bearbetade och 66,5% av dessa har blivit lösta, vilket har lett till att 5,3 miljoner $ försenade, orättvist konfiskerade och diverse andra anledningar till obetalda pengar har återvänt till användarna totalt.